# Albert Pratz
Albert Pratz   (Toronto, 13 de maig de 1914 - Scottsdale, 28 de març de 1995) va ser un violinista, director d'orquestra, compositor i educador musical canadenc.
Va ser guardonat amb la Medalla del Centenari Canadenc el 1967. La seva producció compositiva va ser modesta i consta només d'obres instrumentals. Algunes de les seves composicions, com Melanie Waltz (1956) i A Tango (1957), van ser enregistrades per l'Orquestra Simfònica CBC; del qual va ser concertino de 1953 a 1961. Va treballar en la mateixa capacitat per a l'Orquestra Filharmònica de Buffalo del 1966 al 1969, i l'Orquestra Simfònica de Toronto del 1970 al 1979. També va ser actiu com a professor, tant en privat com en diverses universitats, i va fer enregistraments com a violinista i director d'orquestra.

## Educació i carrera professional
Pratz va estudiar a la seva ciutat natal amb Broadus Farmer i Luigi von Kunits. Durant l'estiu de 1930 va ser alumne de Mischa Mischakoff als Estats Units. El 1933 va estudiar amb Mishel Piastro als EUA, i el 1936-1937 va estudiar amb William Primrose a Europa.
Pratz va començar la seva carrera tocant en una orquestra de ràdio per al CFRB amb el director Alexander Chuhaldin l'any 1929. Durant la dècada de 1930 va tocar en diverses orquestres, com ara la Canadian Radio Broadcasting Commission i la CBC Radio. De 1933 a 1941 va tocar a la primera secció de violí de l'Orquestra Simfònica de Toronto. El 1937 va debutar en solitari als Concerts Simfònics del Promenade interpretant el Concert per a violí de Txaikovski sota la batuta de Reginald Stewart. Va exercir com a director de l'orquestra de la CBC a Winnipeg de 1940 a 1943.

## Servei militar i carrera a Nova York
El 1943 Pratz es va traslladar a la ciutat de Nova York per unir-se a l'exèrcit dels Estats Units com a soldat, servint des d'abril de 1944 fins a febrer de 1946. Va estar estacionat a Camp Crowder a Missouri i va actuar com a membre del setè comandament del servei i la caravana d'urgència de producció.
De 1946 a 1953 va ser violinista de l'Orquestra Simfònica de la NBC sota el director Arturo Toscanini. Durant aquest temps també va tocar per a una varietat d'estudis de Nova York i orquestres de pit, inclòs ser el violinista solista de la producció original de Broadway de Rodgers i Hammerstein Oklahoma!. També va ser director associat del musical "One Touch of Venus".

## Carrera posterior al Canadà
El 1953 Pratz va tornar al Canadà per unir-se a la facultat del Royal Conservatory of Music (RCM) i esdevenir el concertino de la CBC Symphony Orchestra (CBCSO). També es va unir al grup de cambra Festival Trio l'any 1953, entre els altres membres del qual hi havia el violoncel·lista Isaac Mamott i el pianista Glenn Gould. Encara que només va actuar amb el trio durant un any, va actuar en diversos concerts notables, inclòs al Stratford Shakespeare Festival.
Pratz va ser professor a la RCM fins al 1961, on els seus alumnes notables incloïen Imant Raminsh, Bill Richards, Steven Staryk i David Zafer. Va romandre en el seu lloc al CBCSO fins al 1961, destacant com a solista en interpretacions d'obres de Johannes Brahms (1953), Henri Vieuxtemps (1954), John Weinzweig (estrena, 1955), Txaikovski (1956), Giovanni Battista Viotti (1957), Ferruccio Busoni (1958), Philip Bliss (1959), Édouard Lalo (1960), William Walton (1962) i Aram Khachaturian (1964). També treballa com a director convidat ocasional per a les emissions de ràdio CBCSO, inclosa la direcció de totes les seves actuacions a les sèries de CBC Radio "Let's Make Music" i "The Music Box". Més tard va tocar amb la CBC Festival Orchestra a l'estrena canadenca del Concertino 1951 de Berio el 1973.
De 1955 a 1960, Pratz va exercir com a concertista de la "Hart House Orchestra", amb la qual també va ser escoltat freqüentment com a solista. També va aparèixer freqüentment com a solista a la sèrie de ràdio Stardust i en molts recitals de CBC durant aquells anys. El 1961 es va incorporar a la facultat de la Universitat de Toronto on va fundar el "Canadian String Quartet" (actiu de 1961 a 1963), i va ensenyar el violinista Campbell Trowsdale. Va marxar d'allà l'any 1964 per incorporar-se a la facultat de la Universitat de Brandon, on va impartir classes fins al 1966. De 1966 a 1969 va ser concertino de l'Orquestra Filharmònica de Buffalo, on va ocupar de tant en tant com a director. També va donar molts recitals durant els anys 50 i 60, sovint amb la seva germana Frances Pratz o el pianista Leo Barkin acompanyant.
El 1969 Pratz va tornar a l'Orquestra Simfònica de Toronto i un any més tard va ser nomenat concertista en funcions. El 1971 se li va donar el càrrec de director de concert complet, i va romandre en aquest paper fins a la seva jubilació a causa d'una malaltia el 1979. Durant aquests anys va ser solista freqüent amb la TSO i va actuar activament en moltes orquestres d'estudis de Toronto per enregistraments de partitures de pel·lícules, àlbums comercials i jingles. També va ser actiu com a professor tant a nivell privat com amb la "National Youth Orchestra of Canada". Alguns dels seus estudiants notables són Dean Franke, Carol Lynn Fujino, Raymond Gniewek, Myron Moskalyk, Lenny Solomon i el còmic Jack Benny. Va viure a Florida i després a Califòrnia després de la seva jubilació, i va morir a Scottsdale, Arizona el 1995 als 80 anys.